# Apterostigma bruchi
Apterostigma bruchi är en myrart som beskrevs av Santschi 1919. Apterostigma bruchi ingår i släktet Apterostigma och familjen myror. Inga underarter finns listade.